# ファイターズキャンプLIVE&タイガースキャンプ情報
ファイターズキャンプLIVE&タイガースキャンプ情報とは、GAORAで2012年から毎年2月に放送される北海道日本ハムファイターズと阪神タイガースの春季キャンプの中継番組である。

## 概要
GAORAでは日本ハムと阪神のキャンプ期間中の情報番組をこれまで1時間のダイジェストで取り上げていたが、2012年から、名護市営球場で開催している日本ハムの練習の模様を、監形態とのインタビューを交えながら連日完全生中継し、宜野座村野球場で開催される阪神のキャンプについても随時電話やVTRを使ってレポートを入れる形式の番組としてリニューアルした。
初回放送はその日の練習内容によるものの最長6時間で、当日深夜や翌日未明に3時間程度にまとめたハイライトを放送している。
2013年はそれぞれ独立する形となり、日本ハムは『ファイターズキャンプ中継』として前年同様生中継、阪神は『タイガースキャンプ情報』として30分間のダイジェストを放送する。『ファイターズキャンプ中継』ではくにがみ球場で行われている二軍の練習模様のレポートも随時行われる。
2014年は日本ハムは昨年と同様の放送形式で『ファイターズキャンプ中継 ～なまらチバリヨ2014～』として、阪神は『トラツボ ～タイガースキャンプ情報～』として1時間のダイジェストに拡大となる。
2016年、2017年は、日本ハムキャンプの前半が、アメリカ合衆国・アリゾナ州で行われるため、時差の都合上、アリゾナ合宿の生中継は日本時間深夜（その他午前中と夜間に再放送有）に行われる。タイガースは15分に短縮され主にファイターズキャンプの前後に放送される。
2018年からはファイターズキャンプのみの中継になり、放送の都合や長年一軍キャンプ地だった名護市営球場が改修に入った事からファームの国頭が中心となり一軍のアリゾナからは随所に現地から報告を入れる形態に、2019年はスタジオから放送。一軍の中継は深夜の生中継のみ、日中の二軍は国頭のキャンプ中継とその日のアリゾナからの映像を見ながらそれぞれが進行・解説をする形式となった。

## 出演者
- 2013年までの阪神は亀山もしくは今岡が1人で解説・リポートを担当していた。
- 2014年からは阪神も2013年までの日本ハムと同様に進行役・リポーターがつくようになった。2014年は光山、結城が日本ハムの全日程を、亀山、吉田が阪神の全日程を担当。岩本、西山、金村は両方を担当し、阪神の進行役はMBSのアナウンサーが交代で担当する。

### 解説

#### ファイターズ中心
- 岩本勉
- 水上善雄（2013年まで）
- 西山秀二
- 金村曉（2012年-2015年）
- 光山英和（2004-2010年、2014年-2015年）
- 田中幸雄 (内野手)（2018年-）
- 今浪隆博（2019年-）

#### タイガース中心
- 亀山つとむ（タイガースのキャンプが休日の場合は名護に来てファイターズの解説を行うことがあった）
- 今岡誠（2013年のみ）
- 藤本敦士（2014年）

### 実況・進行役
- 結城哲郎（GAORAアナウンサー）
- 伊藤毅（2019年、アリゾナ中継のみ）

以下は毎日放送アナウンサー
- 赤木誠
- 金山泉
- 仙田和吉
- 近藤亨
- 森本栄浩
- 馬野雅行
- 美藤啓文
- 井上雅雄

### レポーター
- 宮原あつき（東京ケーブルネットワーク制作のファイターズ主催試合レポート担当）
- 萬代裕子（2013年のみ。主に2軍キャンプのレポート担当）
- 佐久間むつみ（2014年より、宮原とともに日本ハム担当）
- 吉田麻衣子（2014年より、阪神担当）

### その他
- クーニン（2019年、アリゾナのみ。野球好きYouTuber）